# Gerberträger

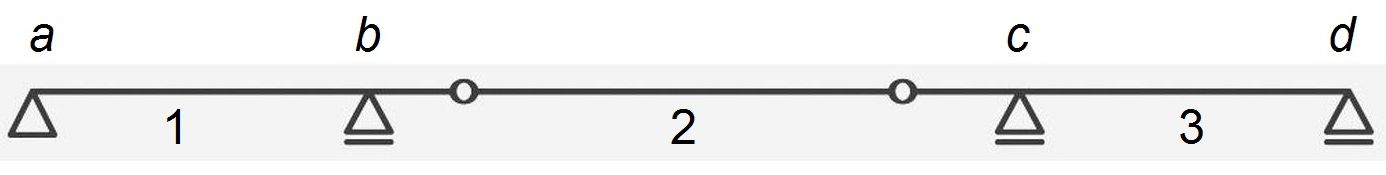
Gerberträger mit 2 Gelenken zwischen 3 Trägerteilen auf 4 Lagern

Ein Gerberträger oder Gelenkträger ist in der Baustatik ein Träger über mehrere Auflager, der so mit Gelenken unterteilt ist, dass er statisch bestimmt ist.
Er ist nach dem Bauingenieur Heinrich Gerber (1832–1912) benannt, der erstmals beschrieb, dass (statisch unbestimmte) Durchlaufträger durch die Einschaltung von Gelenken statisch bestimmt werden und sich dadurch einfacher berechnen lassen. Er gilt deshalb als Erfinder des Gelenkträgers. Er wandte solche Träger 1867 erstmals bei Brücken an, für die sich dann die Bezeichnungen Gerberträgerbrücken und Gerberträger für den eingehängten mittleren Teil (Einhängeträger, Ziff. 2 in der Grafik) einbürgerte.
Gerberträgerbrücken sind der in der Praxis häufigste Fall von Auslegerbrücken (die auch ohne Einhängeträger vorkommen). Im Englischen werden beide – Gerberträger-  und Auslegerbrücken – unterschiedslos als cantilever bridges bezeichnet.

## Geschichte

Mainbrücke Haßfurt; die beiden Gelenke sind mit roten Punkten angedeutet.

Seit langem bekannt waren einfache hölzerne Auslegerbrücken mit einem aufgelegten Mittelteil, was Stützweiten ermöglichte, die größer waren als die Länge der vorhandenen Stämme.
Im 19. Jahrhundert stellte sich aber die Frage, wie schmiedeeiserne Balkenbrücken statisch richtig und ohne große Probleme berechnet werden könnten. Schon vor Gerber gab es einige Vorschläge, aber er hatte die grundlegende Idee, für die er 1866 das bayerische Patent Balkenträger mit freiliegenden Stützpunkten erhielt. 1867 baute er in Bamberg die Sophienbrücke über die Regnitz als erste Brücke nach diesem Prinzip und danach eine Mainbrücke in Haßfurt. Mit seiner Bauweise konnte er die Stützweite erweitern (in Haßfurt auf etwa 38 Meter). Die High Bridge (1876) über den Kentucky River in den USA gilt mit 114 Meter als die erste große, weitgespannte Gerberträgerbrücke.
Gerberträger wurden vor allem für große Fachwerk-Eisenbahnbrücken verwendet, die wegen ihrer Spannweite und den im Vergleich zum Straßenverkehr höheren Lasten der Züge nicht als Hängebrücken ausgeführt werden konnten. Im 20. Jahrhundert entstanden nur noch wenige Gerberträgerbrücken. Dies hing auch damit zusammen, dass die Québec-Brücke während der Bauphase zweimal (1907 und 1916) einstürzte, wodurch viele Verantwortliche das Vertrauen in diese Bauweise verloren. Nur in Amerika, wo die Bauweise durch die Stahlindustrie unterstützt wurde, entstanden noch mehrere große Gerberträgerbrücken. Bedeutende Bauwerke außerhalb Nordamerikas, die nach der Québec-Brücke entstanden, sind die 1935 eröffnete Story Bridge in Brisbane, Australien, die 1943 eröffnete Howrah Bridge in Kolkata, Indien und die 1967 bis 1971 erbaute Carolabrücke (Dresden), die 2024 teilweise eingestürzt ist.
Die Gerberträger-Brücken wurden hauptsächlich durch Spannbeton-Balkenbrücken abgelöst, die einfacher, schneller und kostengünstiger zu bauen sind.

## Brücken

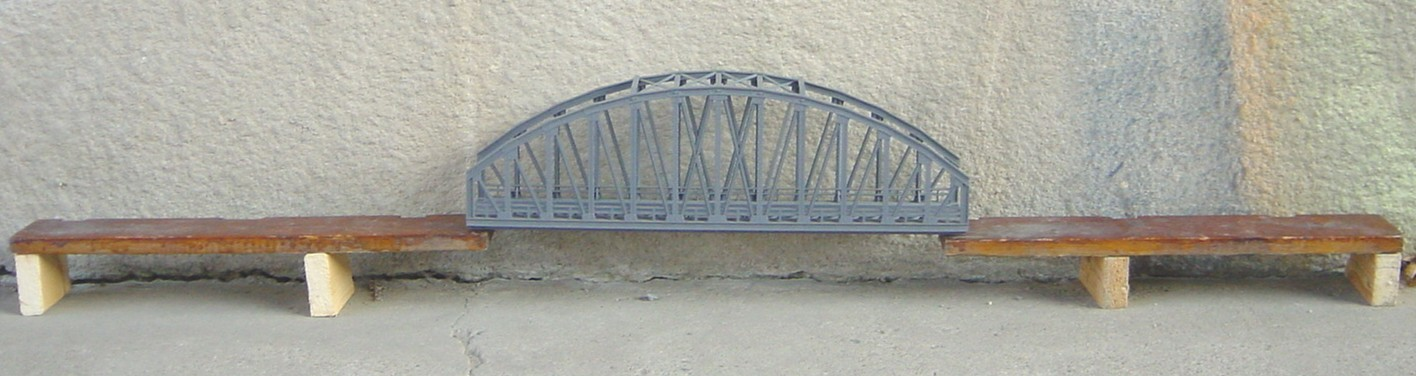
Modell einer Gerberträgerbrücke: der blaue Einhängeträger liegt auf den braunen Kragträgern auf

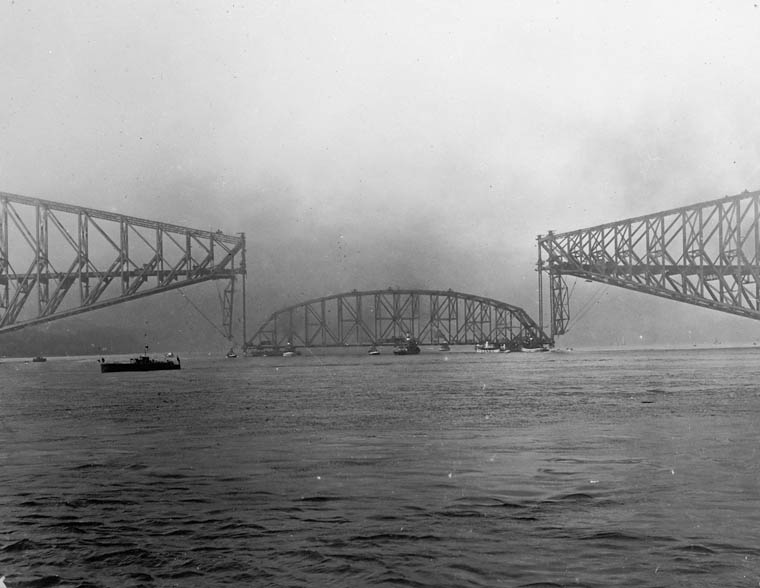
Einsetzen des Mittelteils der Québec-Brücke

Bei Brücken besteht die häufigste Bauform aus zwei Flusspfeilern und einem Balken mit zwei Gelenken über der mittleren Öffnung. Die beiden äußeren Teile des Balkens sind als Kragträger ausgebildet, an denen der mittlere Teil als Einhängeträger angebracht wird. Die Last des Einhängeträgers wird in vielen Fällen durch das Eigengewicht des Kragträgers auf dem Abschnitt zwischen dem Flusspfeiler und dem Ufer kompensiert, so dass an den Widerlagern keine Zugkräfte auftreten.  Andernfalls müssen die Zugkräfte durch Verankerungen in den Widerlagern oder durch Ankerpfeiler aufgenommen werden; der Abschnitt des Kragträgers zwischen dem Flusspfeiler und dem Ufer bzw. Ankerpfeiler wird dann auch als Ankerträger bezeichnet.
Der Bau einer solchen Brücke beginnt mit den Kragträgern, die von den Widerlagern aus gegen Flussmitte errichtet werden. Die ersten Teile werden am Ufer vormontiert und auf einem Hilfspfeiler zwischen dem Ufer und dem ersten Pfeiler abgesetzt. Von da erfolgt die weitere Montage des Kragträgers bis zum Flusspfeiler und darüber hinaus im Freivorbau. Der zweite Kragträger wird in derselben Weise erstellt. Am Schluss wird der Einhängeträger eingesetzt, der meist auf einem Leichter auf dem Wasser angeliefert wird und mit an den Kragträgern befestigten Winden in die endgültige Position gehoben wird.

## Dachpfetten
Im Hochbau wird der Gerberträger gelegentlich immer noch verwendet, vor allem als Sparrenpfette bei Flachdachkonstruktionen auf unsicherem Baugrund, wo Setzungen zu erwarten sind. Hier liegt der wesentliche Vorteil gegenüber einer durchlaufenden Pfette im Verzicht auf die relativ aufwändigen biegesteifen Trägerstöße. Das Gelenk muss nur Querkräfte übertragen und kann daher vergleichsweise kostengünstig mit Steglaschen ausgeführt werden.

## Technische Beschreibung

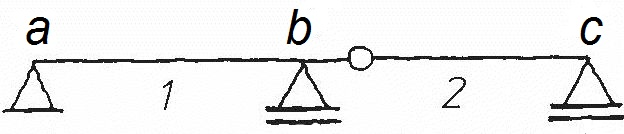
Gerberträger in Grundform: 1 Gelenk zwischen 2 Trägerteilen auf 3 Lagern

Um trotz mehrerer Auflager einen statisch bestimmten Träger zu erhalten, ist der Gerberträger mit Momentengelenken versehen, so dass zwischen den einzelnen Teilen keine Kräfte übertragen werden können, die aus der Durchbiegung der Teile entstehen.
Der Träger ist statisch bestimmt, wenn folgende Regeln befolgt werden:
- Die Anzahl der Gelenke ist um Eins kleiner als die Anzahl Felder.
- In Mittelfeldern dürfen höchsten zwei Gelenke angeordnet werden, in Endfeldern höchstens eines.
- An Mittelfeldern mit zwei Gelenken angrenzende Mittelfelder dürfen höchstens ein Gelenk haben.
- An Mittelfeldern mit zwei Gelenken angrenzende Endfelder dürfen kein Gelenk haben.

Die Gelenke werden zweckmäßigerweise etwa dort angeordnet, wo bei einem Durchlaufträger die Momentenlinie im Lastfall Eigengewicht einen Nulldurchgang aufweist.
Der Vorteil der statischen Bestimmtheit ist, dass das Bauwerk unempfindlich gegenüber Zwangbeanspruchungen ist, wie z. B. Setzungen oder Temperaturbeanspruchung. Außerdem können die Schnittgrößen bei einem statisch bestimmten Tragsystem einfacher berechnet werden.
Nachteilig wirkt sich die statische Bestimmtheit auf die Abtragung von Längskräften aus, die bei Brücken z. B. durch Verkehrslasten entstehen. Ein weiterer Nachteil sind die aufwändig auszubildenden Gelenke, die zudem später auch Wartung erfordern, sowie die gegenüber einem Durchlaufträger größeren Verformungen und geringeren Tragreserven. Die auskragenden Teile eines Gerberträgers über den mittleren Auflagern erlauben aber gegenüber Einfeldträgern eine bessere Ausnutzung des Querschnitts.